# Au nom du diable
Au nom du diable (Hellboy: Wake the Devil) est le deuxième tome de la série de bande dessinée Hellboy.

## Synopsis
Le projet Ragna Rok refait surface. Élaboré par les nazis et Raspoutine, il doit mettre le monde à feu et à sang.
La pièce centrale de ce plan est Vladimir Giurescu, un vampire d'une puissance dite sans limites et qui peut se régénérer ou ressusciter à la pleine lune. Séparés pour agir et trouver plus vite, les meilleurs agents du BPRD doivent agir vite : la pleine lune est dans 24 heures…
En chemin, ils rencontrent Hécate, qui révèle pour la première fois à Hellboy son funeste destin.

## Commentaires
- Cette histoire introduit les personnages de Hécate et Roger l'homoncule dans les séries.
- Lorsqu'il raconte sa mort, Raspoutine déclare avoir vécu dans le ciel, et vu "les horloges qui animent le monde", sur le célèbre dessin de l'univers tiré de Camille Flammarion, L'Atmosphere: Météorologie Populaire[1]
- Un homme de main du projet Ragna Rok dispose d'un bras mécanique, qui peut projeter son poing à l'aide d'une chaîne, inspiration présumée du personnage de Mr. Wink dans le film Hellboy 2 : Les Légions d'or maudites.
- Ce tome 2 est dédié à Dracula.
- Le volume commence par une introduction d'Alan Moore et se clôt par une galerie d'illustration de grands noms de la bande dessinée (Bruce Timm, Olivier Vatine, etc.).

## Publication
- Hellboy: Wake the Devil #1-5, juin-octobre 1996
- Dark Horse (recueil original), 1997
- Dark Horse France, 1997
- Delcourt (collection « Contrebande »), 2003